# Krwiściąg ciernisty

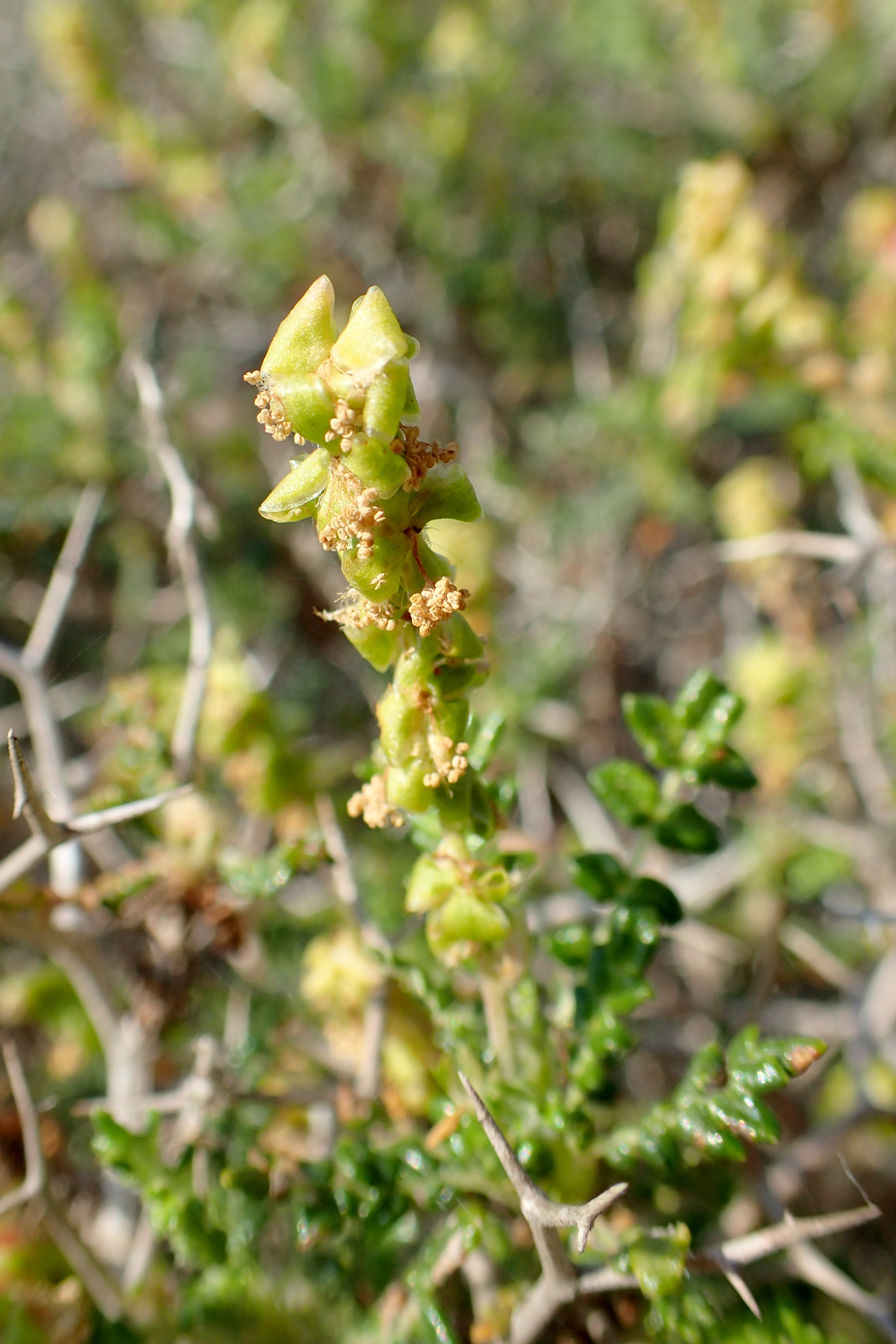
Kwiatostan

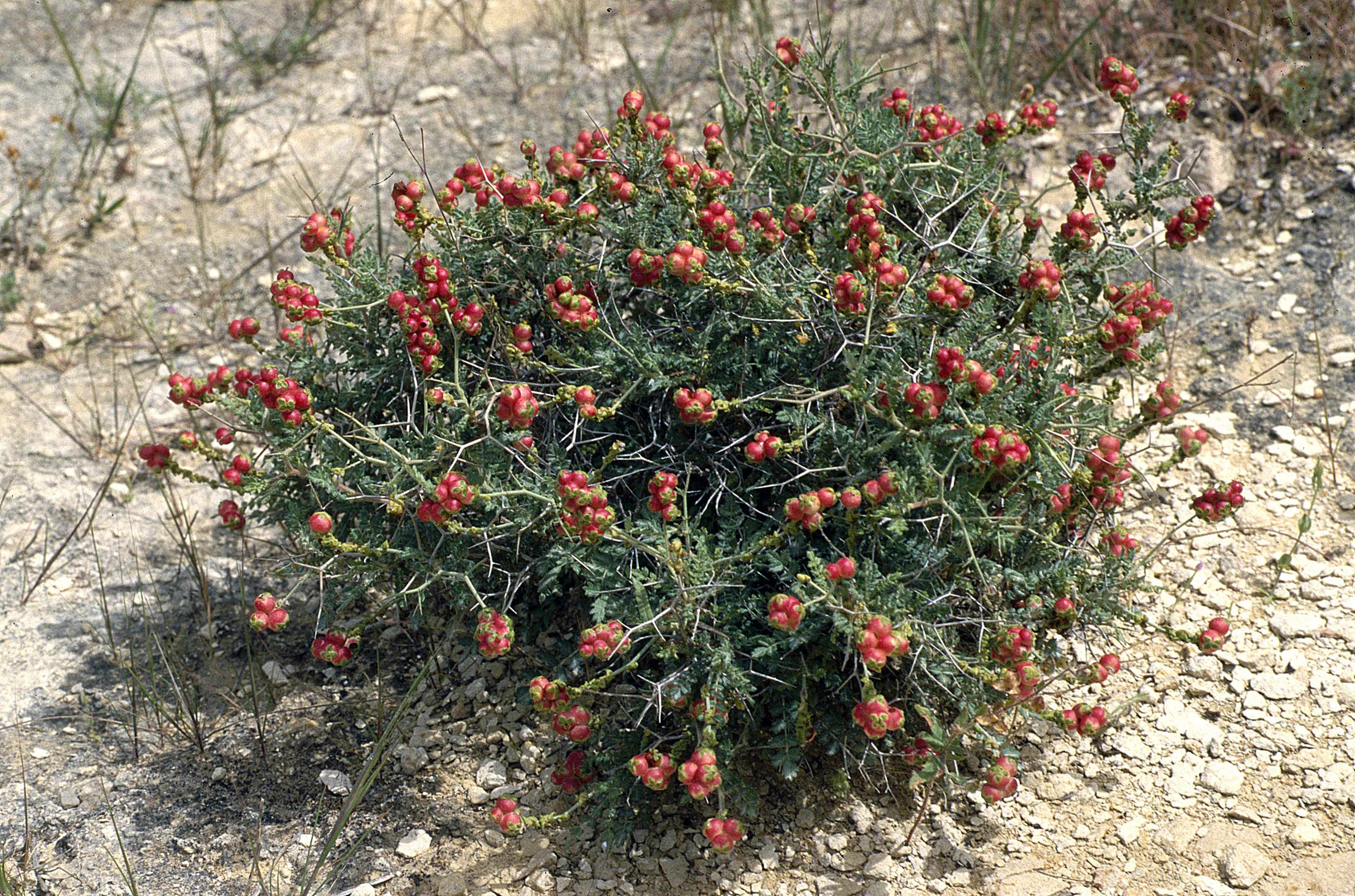
Roślina owocująca

Krwiściąg ciernisty (Sarcopoterium spinosum (L.) Spach) – gatunek rośliny należący do rodziny różowatych. Występuje w stanie dzikim w obszarze śródziemnomorskim (Hiszpania, Włochy, Grecja, Turcja, Jordania i Izrael). Jako gatunek zawleczony rośnie dziko również w Sztokholmie w Szwecji, w oderwaniu od głównego obszaru występowania.

## Systematyka
Po raz pierwszy gatunek ten oznaczony został przez Linneusza w 1753 jako Poterium spinosum. Antonio Bertoloni w 1833 zaliczył go do rodzaju krwiściąg (Sanguisorba) i nadał nazwę Sanguisorba spinosa. Edouard Spach w 1863 przeniósł go do monotypowego rodzaju Sarcopoterium. Oprócz dwóch wyżej wymienionych  gatunek ten ma jeszcze jeden synonim – Pimpinella spinosa Gaertn.

## Morfologia
PokrójBardzo gęsty i silnie rozgałęziony podkrzew o wysokości do 60 cm.
PędyWełnisto owłosione i wyposażone w widlasto rozgałęzione, proste kolce. Na głównych pędach są one liczne, na pędach bocznych mniej liczne.
LiścieNieparzysto- pierzaste, złożone z 9-15 jajowatych, owłosionych listków.
KwiatyDrobne, zielone, zebrane w kuliste lub podłużne główki. Kwiaty jednopłciowe: w dolnej części główki kwiaty męskie, w górnej części kwiaty żeńskie. Kielich kwiatów żeńskich ma wygląd małego kubka i zrosłe działki, które podczas dojrzewania owocu zmieniają barwę na czerwoną, a później rdzawobrązową (koloru wypalonego glinianego garnka).
OwoceDwunasienne, soczyste o kształcie i kolorze podobnym do glinianego garnka z uszami.

## Biologia i ekologia
Bylina, chamefit o wyglądzie i pokroju zróżnicowanym, bardzo uzależnionym od warunków siedliskowych. Na suchych siedliskach jego drobne liście szybko opadają a pędy drewnieją, na siedliskach wilgotnych rozrasta się silnie, a jego pędy są niezdrewniałe i mają zielone kolce. Kwitnie od marca do kwietnia. Rośnie na stepach, półpustyniach, pustyniach i w górach, w zbiorowiskach roślinnych typu garig i frygana.
Liście są okresowe, rosną w czasie zimy i wiosny, latem są zrzucane. Mogą być zrzucane również w zimie podczas ekstremalnej suszy.
Krwiściąg ciernisty jest dość rozpowszechniony na obszarze swojego występowania i ma skłonność do dominowania krajobrazu. Dzieje się tak zapewne dlatego, że inne gatunki roślin są systematycznie obgryzane przez stada owiec i kóz, podczas gdy krwiściąg ciernisty jest przez te zwierzęta omijany.

## Zastosowanie
- W czasach biblijnych cierniste krzewy wraz z kamieniami były używane do ogradzania pól, winnic i gajów oliwnych, a także tworzenia zagrody dla stad kóz i owiec. Ponieważ kozy z łatwością wspinały się na mury, kładziono na nie wiązki splątanych ciernistych krzewów. Splątane z sobą i przyciśnięte kamieniami były odporne również na wiatr[7].
- Pędy tej rośliny powszechnie używane były jako materiał opałowy[8].
- Sprężyste i silnie rozgałęzione pędy wykorzystywano w ładowniach statków rzymskich do zabezpieczenia amfor przed rozbiciem podczas transportu[8].
- Pędów używano jako filtrów w pompach zęzowych na dawnych statkach na Morzu Śródziemnym[8].

## Obecność w kulturze
- Zdrewniałe pędy tego krzewu były w arabskich i żydowskich domach powszechnie używane jako materiał opałowy. Podczas palenia jego nasiona i gałęzie (zwłaszcza zielone) pękają z charakterystycznym, głośnym trzaskiem przypominającym „śmiech głupiego”, o którym mowa w Księdze Koheleta (7,6)[7].
- Znawcy roślin biblijnych są zgodni, że gatunek ten mógł być użyty do sporządzenia przez żołnierzy korony cierniowej nałożonej na głowę Chrystusa po jego ubiczowaniu. Cierniste gałęzie tego krzewu znajdowały się wokół ogniska na dziedzińcu kapłana Kajfasza (por. Mk 14,67), jest bardzo prawdopodobne, że na zewnętrznym dziedzińcu pretorium żołnierze palili podobne ognisko, mieli więc te pędy dostępne na miejscu[7].